# غوردون أوليفر
غوردون أوليفر (بالإنجليزية: Gordon Oliver)‏ هو ممثل أمريكي، ولد في 27 أبريل 1910 بلوس أنجلوس في الولايات المتحدة، وتوفي بنفس المكان في 26 يناير 1995.

## وصلات خارجية
- غوردون أوليفر على موقع IMDb (الإنجليزية)
- غوردون أوليفر على موقع إن إن دي بي (الإنجليزية)
- غوردون أوليفر على موقع قاعدة بيانات الفيلم (الإنجليزية)